# Мак'ято

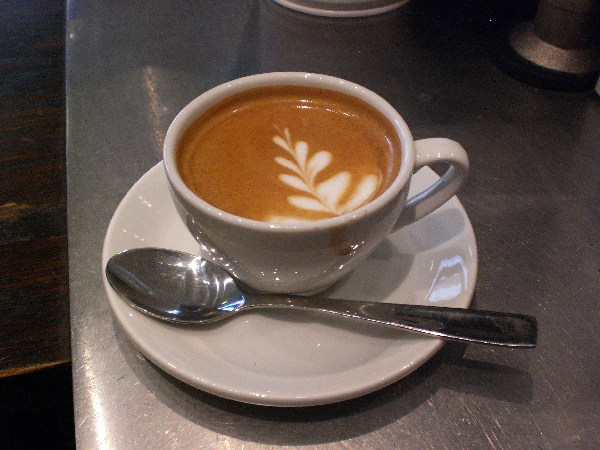

Мак'я́то (італ. caffè macchiato, [kaffɛ mmakkjaːto] — букв. «заплямована кава», «кава мак'ято») — кавовий напій, що його виготовляють із порції еспресо та невеликої кількості молока. Також відомий як еспресо-мак'ято. Як і капучино, мак'ято є основою для лате-арту.